# Ümit Davala
Ümit Davala (Mannheim, Alemania, 30 de julio de 1973) es un exfutbolista y entrenador turco. En 2004, publicó un álbum de rap titulado "UD 2004".

## Trayectoria
Ümit Davala jugó con el VFR Mannheim, ASV Feudenheim, Türkspor Mannheim, Afyonspor, Genclerbirligi, Istanbulspor y Diyarbakırspor, antes de incorporarse en 1997 al Galatasaray con el cual ganó tres campeonatos turcos. En 2000, ayudó al club a ganar la Copa turca de fútbol en la final contra el Beşiktaş. En ese mismo año, ayudó al club a ganar la final de la Copa de la UEFA contra el Arsenal y a ganar la Supercopa de Europa contra el Real Madrid. 
En septiembre de 2001, Davala fichó por el AC Milan por 5 millones de euros, y fue el primer turco en jugar en el Milan. Seguramente fichó porque quería seguir a su exentrenador en el Galatasaray, Fatih Terim, que había sido nombrado director técnico del Milán. Pero en noviembre, Terim fue despedido y sustituido por Carlo Ancelotti, tras lo cual perdió su titularidad en el equipo. En el verano de 2002, fue vendido al Inter de Milán a cambio de Dario Šimić, pero fue inmediatamente cedido al Galatasaray. En julio de 2003, Ümit fue cedido al Werder Bremen, ayudando al club alemán a ganar la Bundesliga y la Copa alemana. En julio de 2004, fichó definitivamente por el equipo alemán, pero las lesiones limitaron sus actuaciones. Una lesión de cadera sufrida en octubre de 2005 resultó demasiado difícil, y más tras la pausa de invierno de la temporada 2005/2006. Fue puesto en libertad por el club, y se retiró del fútbol profesional.
Después de retirarse del fútbol profesional, jugó al fútbol sala y se convirtió en el capitán del equipo nacional de Turquía en la Eurocopa de Fútbol Sala.
Davala fue el entrenador nacional de Turquía sub-21 hasta junio de 2008. Recientemente aceptó ser el asistente de su ex club, el Galatasaray con el nuevo entrenador Michael Skibbe.

## Selección nacional
Ha sido internacional con la Selección de fútbol de Turquía en 41 ocasiones en las que marcó cuatro goles. Davala estaba en la plantilla de la Eurocopa del año 2000 y en la Copa Mundial de Fútbol de 2002. En el mundial, se destacó por su estilo mohawk siendo fundamental en el equipo y anotó un gol contra China en la primera fase, añadiendo el gol ganador contra Japón en los octavos de final. También dio el pase de gol a Ilhan Mansiz contra Senegal en los cuartos de final. Turquía terminó el torneo en tercer lugar, su mejor actuación hasta la fecha.

### Participaciones en Copas del Mundo
| Mundial                        | Sede                  | Resultado    | Partidos | Goles |
| ------------------------------ | --------------------- | ------------ | -------- | ----- |
| Copa Mundial de Fútbol de 2002 | Corea del Sur y Japón | Tercer lugar | 7        | 2     |

## Clubes

### Jugador
| Club                   | País     | Año       |
| ---------------------- | -------- | --------- |
| İstanbulspor           | Turquía  | 1994-1995 |
| Diyarbakırspor         | Turquía  | 1995-1996 |
| Galatasaray            | Turquía  | 1996-2001 |
| AC Milan               | Italia   | 2001-2002 |
| Inter Milan            | Italia   | 2002-2004 |
| Galatasaray (cedido)   | Turquía  | 2002-2003 |
| Werder Bremen (cedido) | Alemania | 2003-2004 |
| Werder Bremen          | Alemania | 2004-2006 |

### Entrenador
| Club                                  | País    | Año            |
| ------------------------------------- | ------- | -------------- |
| Selección de fútbol de Turquía sub-21 | Turquía | 2007-2008      |
| Galatasaray Spor Kulübü (asistente)   | Turquía | 2008-2009 2011 |

## Palmarés

### Campeonatos nacionales
| Título               | Club          | País     | Año  |
| -------------------- | ------------- | -------- | ---- |
| Copa de Turquía      | Galatasaray   | Turquía  | 1996 |
| Superliga de Turquía | Galatasaray   | Turquía  | 1997 |
| Superliga de Turquía | Galatasaray   | Turquía  | 1998 |
| Superliga de Turquía | Galatasaray   | Turquía  | 1999 |
| Copa de Turquía      | Galatasaray   | Turquía  | 1999 |
| Superliga de Turquía | Galatasaray   | Turquía  | 2000 |
| Copa de Turquía      | Galatasaray   | Turquía  | 2000 |
| Fußball-Bundesliga   | Werder Bremen | Alemania | 2004 |
| Copa de Alemania     | Werder Bremen | Alemania | 2004 |

### Copas internacionales
| Título              | Club        | País    | Año  |
| ------------------- | ----------- | ------- | ---- |
| Copa de la UEFA     | Galatasaray | Turquía | 2000 |
| Supercopa de Europa | Galatasaray | Turquía | 2000 |